# Brian Keefe
Brian Keefe – amerykański koszykarz akademicki, występujący na pozycji obrońcy, następnie trener koszykarski, od 2024 trener Washington Wizards. 
Pełnił funkcję trenera do spraw rozwoju w klubie Los Angeles Lakers.

## Życiorys
Keefe dołączył do Oklahoma City Thunder jako asystent do spraw rozwoju graczy w dniu 23 sierpnia 2007, kiedy zespół istniał pod nazwą SuperSonics z siedzibą w Seattle. Wcześniej Keefe był koordynatorem wideo dla San Antonio Spurs. Przed dołączeniem się do Ostryg, Keefe pełnił rolę asystenta trenera przez cztery sezony na NCAA Division III Bryant University w Smithfield, R.I., i podczas jednego sezonu na University of South Florida.
W 2010 Keefe został asystentem do spraw obrony, w wyniku odejścia trenera Rona Adamsa. Keefe zajmował się także letnią ligą Thunder w Orlando w dniach 5-9 lipca 2010.
Jako gracz, Keefe spędził dwa sezony koszykówki NCAA w UC Irvine, po czym przeniósł się do UNLV na ostatnie dwa sezony swojej kariery, kończąc w 1999.
W latach 2014-2016 Keefe pracował jako asystent trenera z nowojorskim klubem Knicks u boku Dereka Fishera.
W sierpniu 2016 Keefe dołączył do kadry trenerów Los Angeles Lakers, otrzymując posadę trenera do spraw rozwoju pod kierownictwem Luke'a Waltona.
3 sierpnia 2021 został asystentem trenera Brooklyn Nets. 16 lipca 2023 dołączył do sztabu szkoleniowego Washington Wizards. 25 stycznia 2024 zastąpił na stanowisku głównego trenera Wesa Unselda Jr.

## Osiągnięcia trenerskie - asystent
- Mistrzostwo NBA (2007 – jako video koordynator)
- Wicemistrzostwo NBA (2012)